# Proiphys ambionensis
Espèce
Classification phylogénétique
Proiphys ambionensis est une espèce de plantes à fleurs de la famille des Liliaceae (ou des Amaryllidaceae) selon la classification classique. La classification phylogénétique la place dans la famille des Amaryllidaceae (ou optionnellement dans celle des Alliaceae).
C'est une plante herbacée qui se rencontre en Asie du Sud-Est, en Indonésie et depuis la péninsule du cap York jusqu'au Central Queensland en Australie.
Cette espèce des plantes bulbeuses préfère les forêts tropicales humides ouvertes, peu ombragées. Elle croît rapidement après l'arrivée de la saison sèche produisant des feuilles quasi circulaires suivies par des fleurs blanches.
Son nom spécifique fait référence à l'île d'Ambiona, aujourd'hui Ambon, en Indonésie.
Elle est aussi appelée, dans les pays anglo-saxons, « Cardwell Lily » (« lys de Cardwell ») ou « Northern Christmas Lily » (« lys de Noël », puisque l'espèce fleurit vers Noël).

## Synonymes
- Pancratium amboinense L.
- Eurycles amboinensis (L.) Lindl. ex Loudon

## Liste d'espèces
Selon World Checklist of Selected Plant Families (WCSP) (29 Jul 2010) :
- Proiphys alba (R.Br.) Mabb. (1980)
- Proiphys amboinensis (L.) Herb. (1821)
- Proiphys cunninghamii (Aiton ex Lindl.) Mabb. (1980)
- Proiphys infundibularis D.L.Jones & Dowe (2001)

Selon NCBI (29 Jul 2010) :
- Proiphys cunninghamii